# Val Ackerman
Valerie B. Ackerman, detta Val (Pennington, 7 novembre 1959), è un'ex cestista e dirigente sportiva statunitense.
Nel 2021 è stata inserita fra i membri del Naismith Memorial Basketball Hall of Fame in qualità di contributore.

## Carriera
Dopo aver giocato quattro anni con l'Università della Virginia, ha disputato una stagione da professionista in Francia. Ha poi intrapreso gli studi legali nel 1983, laureandosi in Giurisprudenza alla UCLA.
È stata la prima presidente della Women's National Basketball Association nel 1997; dal 1988, fino alla nomina nella WNBA, ha ricoperto il ruolo di assistente del commissioner David Stern nella NBA.
Dal 2005 al 2008 è stata a capo della USA Basketball, divenendo la prima presidente donna delle Federazione cestistica statunitense; in precedenza era divenuta la prima donna statunitense nel board della FIBA.

## Palmarès
- Membro del Women's Basketball Hall of Fame dal 2008
- John Bunn Award: 2008